# Copa Louis Vuitton
La Copa Louis Vuitton és una competició mundial de l'esport de la vela, molt prestigiosa, bàsicament per la seva relació amb la Copa Amèrica.
La Copa Luis Vuitton serveix per escollir el vaixell que desafiarà el defensor del títol de la Copa Amèrica. Cinc dels nou guanyadors de les competicions de la Copa Louis Vuitton van guanyar posteriorment la Copa Amèrica.
La competició per a la Copa Amèrica del 2017 va canviar el format i el nom pel de Louis Vuitton Challenger's Trophy. La sèrie següent, l'any 2021, va ser nomenada Copa Prada en honor al seu nou patrocinador. El 2024, la sèrie de selecció de desafiadors tornarà a portar el nom de Louis Vuitton.

## Història
L'any 1970, per primer cop a la història de la Copa Amèrica, diversos vaixells internacionals competiren per esdevenir el vaixell desafiador del New York Yacht Club, que era el defensor de la copa Amèrica en aquell moment. Fins aleshores, només l'any 1964 es donà un cas similar, en què dos vaixells britànics competiren per enfrontar-se al NYYC.

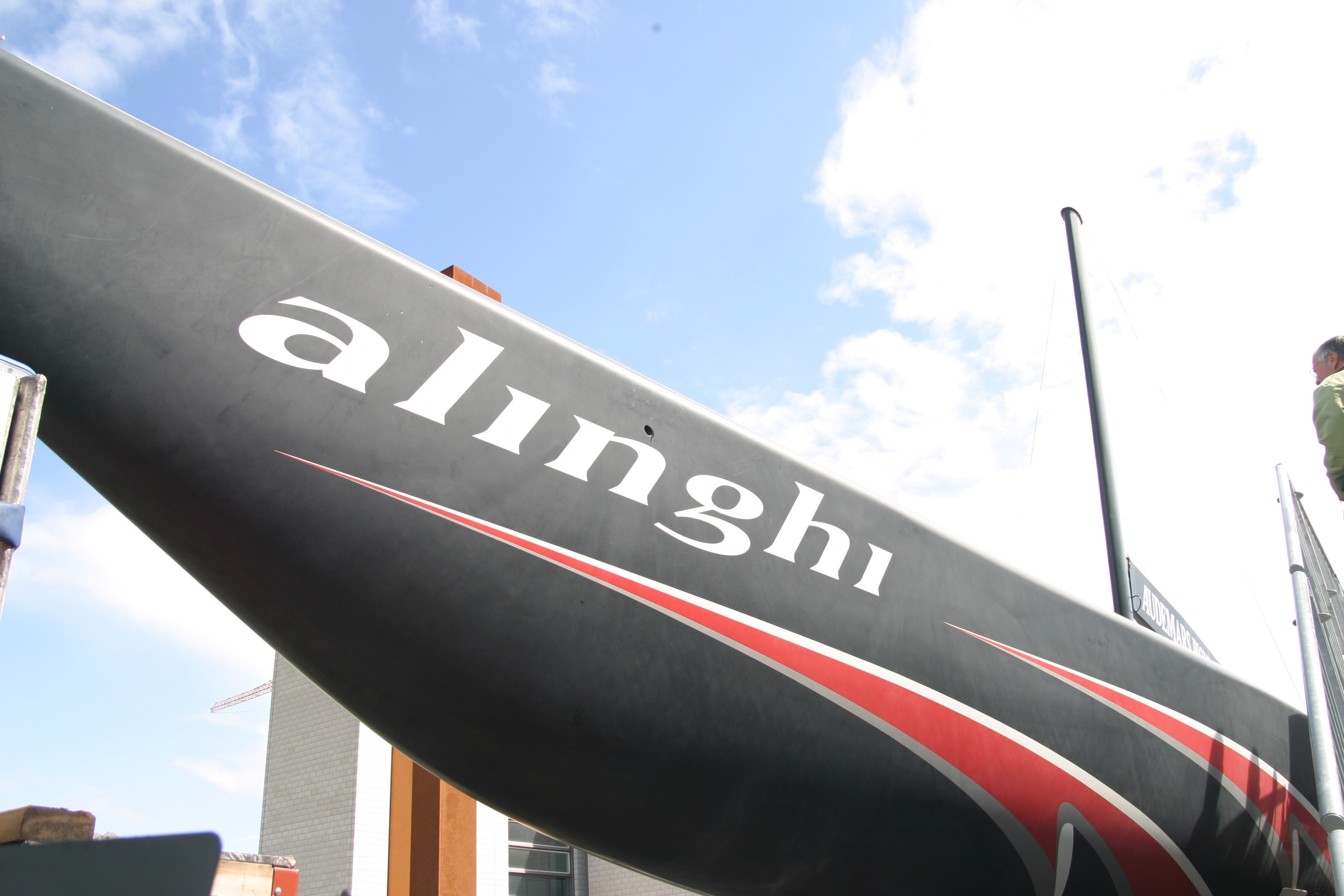
L'Alinghi, vencedor de la Louis Vuitton el 2003

Per l'edició de l'any 1983 de la Copa Amèrica, Louis Vuitton oferí un trofeu al vencedor de les sèries eliminatòries de selecció del vaixell desafiador de la competició. La primera copa Louis Vuitton es disputà a Newport, Estats Units, amb la victòria del vaixell Australia II, que posteriorment s'enfrontà al vaixell defensor de la Copa Amèrica, el Liberty.
Amb l'excepció de les curses de la Copa Amèrica de 1988 i 2010, el guanyador de la Copa Louis Vuitton és premiat amb el dret de desafiar el darrer guanyador –i doncs defensor– de la Copa Amèrica. Durant les regates de 1992 i 1995, Citizen Watch va oferir un trofeu al guanyador de la sèrie de selecció de defensors (la Citizen Cup) com a homòleg de la defensa a la copa Louis Vuitton.
A causa del gran nombre de challengers de les últimes dècades, la Louis Vuitton Cup ha hagut d'eliminar challengers en dues fases. Una fase d'acumulació de punts d'anada i tornada, i després un parell de semifinals amb els quatre primers, seguit d'una final entre els dos primers. Les semifinals i les finals són al millor de nou curses entre dues embarcacions.

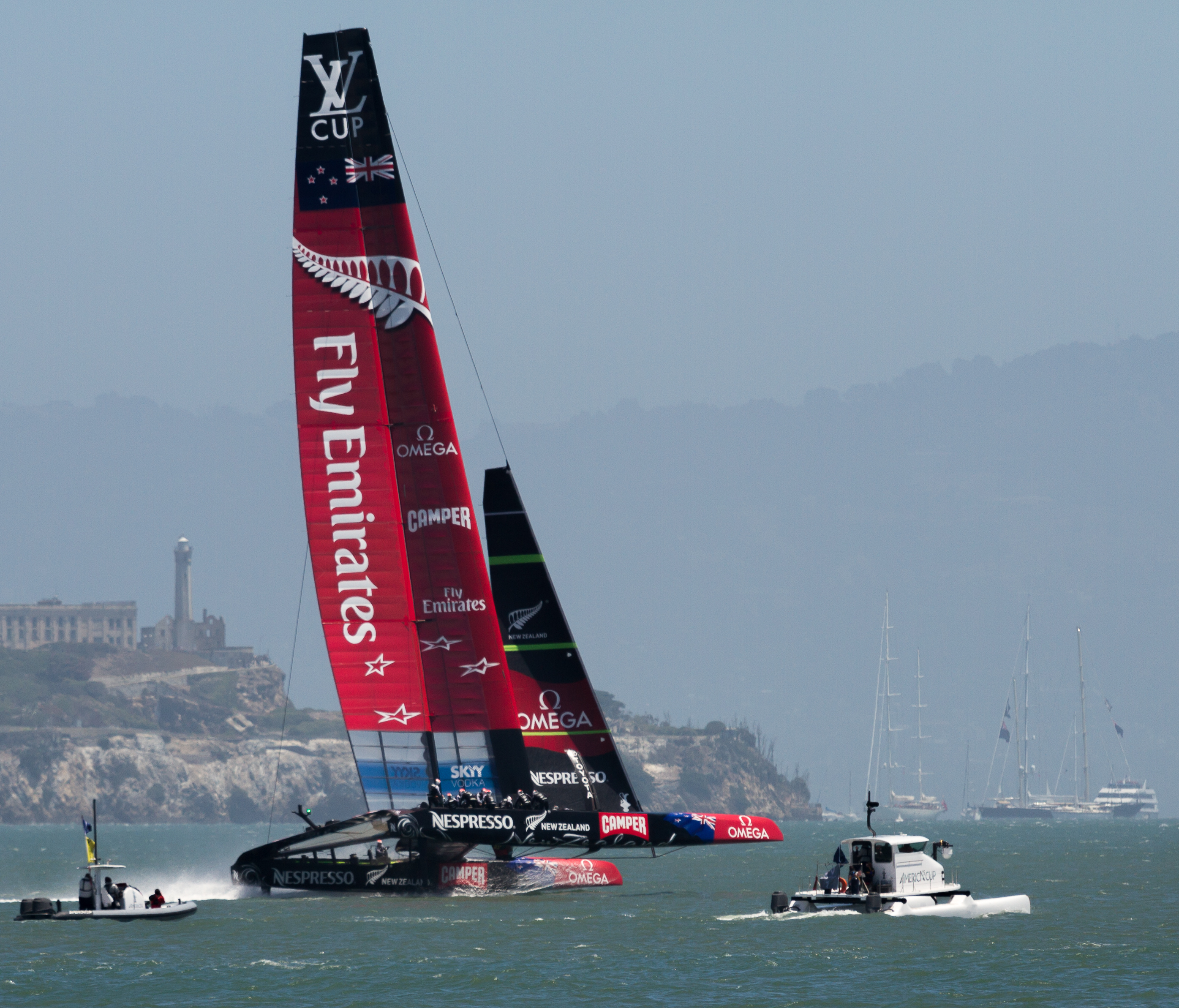
L'equip de Nova Zelanda competint per la Copa Louis Vuitton de 2013

La història mostra que la sèrie de la Louis Vuitton Cup millora les possibilitats del desafiador a causa de les intenses carreres contra diferents oponents que milloren les tàctiques i la coordinació de la tripulació del guanyador. Les diferències en la velocitat de l'embarcació són cada cop més reduïdes, la qual cosa atorga encara més la fiabilitat, les tàctiques superiors i la tripulació. En les setmanes prèvies a la competició de la Copa Amèrica, el defensor ha de practicar principalment l'ús de les curses internes, que mai poden ser tan intenses com la competició real.
El juliol de 2007, Louis Vuitton va anunciar la finalització de totes les seves activitats de patrocini associades a l'America's Cup després de 25 anys de participació, per considerar que s'havia fet massa comercial, i va passar a patrocinar la Louis Vuitton Pacific Series i el Louis Vuitton Trophy.
Després que Oracle Racing guanyés la Copa Amèrica per al Golden Gate Yacht Club a la cursa Deed-of-Gift de 2010 contra Alinghi, Louis Vuitton va tornar a patrocinar la sèrie de desafiaments per a la 34a Copa Amèrica, que es va celebrar el 2013 a la badia de San Francisco.
Louis Vuitton també va patrocinar les eliminatòries de les competicions de la Copa Amèrica de 2013 i 2017; Aquestes "sèries mundials" es van navegar en catamarans més petits, de 45 peus, l'AC45. La participació era obligatòria per participar en la Louis Vuitton Cup.

## Historial
| Any  | Vencedor                  | Club                             | Seu                         |
| ---- | ------------------------- | -------------------------------- | --------------------------- |
| 2017 | New Zealand               | Royal New Zealand Yacht Squadron | Bermudes, Regne Unit        |
| 2013 | Aotearoa                  | Royal New Zealand Yacht Squadron | San Francisco, Estats Units |
| 2010 | no es disputà             | no es disputà                    | no es disputà               |
| 2007 | Emirates Team New Zealand | Royal New Zealand Yacht Squadron | València, País Valencià     |
| 2003 | Alinghi                   | Société Nautique de Genève       | Auckland, Nova Zelanda      |
| 2000 | Luna Rossa-Prada          | Yacht Club Punta Ala             | Auckland, Nova Zelanda      |
| 1995 | Black Magic               | Royal New Zealand Yacht Squadron | San Diego, Estats Units     |
| 1992 | Il Moro di Venezia V      | Compagnia della Vela             | San Diego, Estats Units     |
| 1988 | no es disputà             | no es disputà                    | no es disputà               |
| 1987 | Stars & Stripes'87        | San Diego Yacht Club             | Fremantle, Austràlia        |
| 1983 | Australia II              | Royal Perth Yacht Club           | Newport, Estats Units       |